# Синявець Терсит
Синявець Терсит (Polyommatus thersites) — вид денних метеликів родини синявцевих (Lycaenidae).

## Назва
Вид названий на честь персонажа давньогрецької міфології — ахейского воїна Терсита, учасника Троянської війни.

## Поширення
Синявець Терсит поширений у Південній Європі, Марокко, Близькому Сході, Кавказі, Ірані та Середній Азії. В Україні трапляються локальні популяції в степовій і лісостеповій зонах і в Гірському Криму.

## Опис
Довжина переднього крила 13-17 мм. У самця крила зверху фіолетово-блакитні, з чітким пурпуровим відливом; по зовнішньому краю крил проходить вузька темна лінія. Нижня поверхня крил попелясто-сіра, переднє крило з добре помітною дискальною плямою і повним рядом постдискальних плям. Заднє крило з блакитним напиленням біля основи і повними базальним, постдискальним і субмаргінальним рядами плям; помаранчеві плями субмаргінального ряду клиноподібні, вузько загострені, обмежені зсередини тонкими чорними V-подібними штрихами.
У самиці крила зверху коричневі, з більш-менш розвиненими вохристо-помаранчевими плямами. У нижній поверхні переважає кавово-коричневий колір, заднє крило з ледь помітним блакитним напиленням біля основи.
Гусениця блакитно-зелена, з блідими поздовжніми лініями з боків і спині, в білястих волосках. Лялечка щільна, оливково-зелена, з темною спинною лінією і світло-зеленими криловими зачатками.